# Łowisko (rybołówstwo)

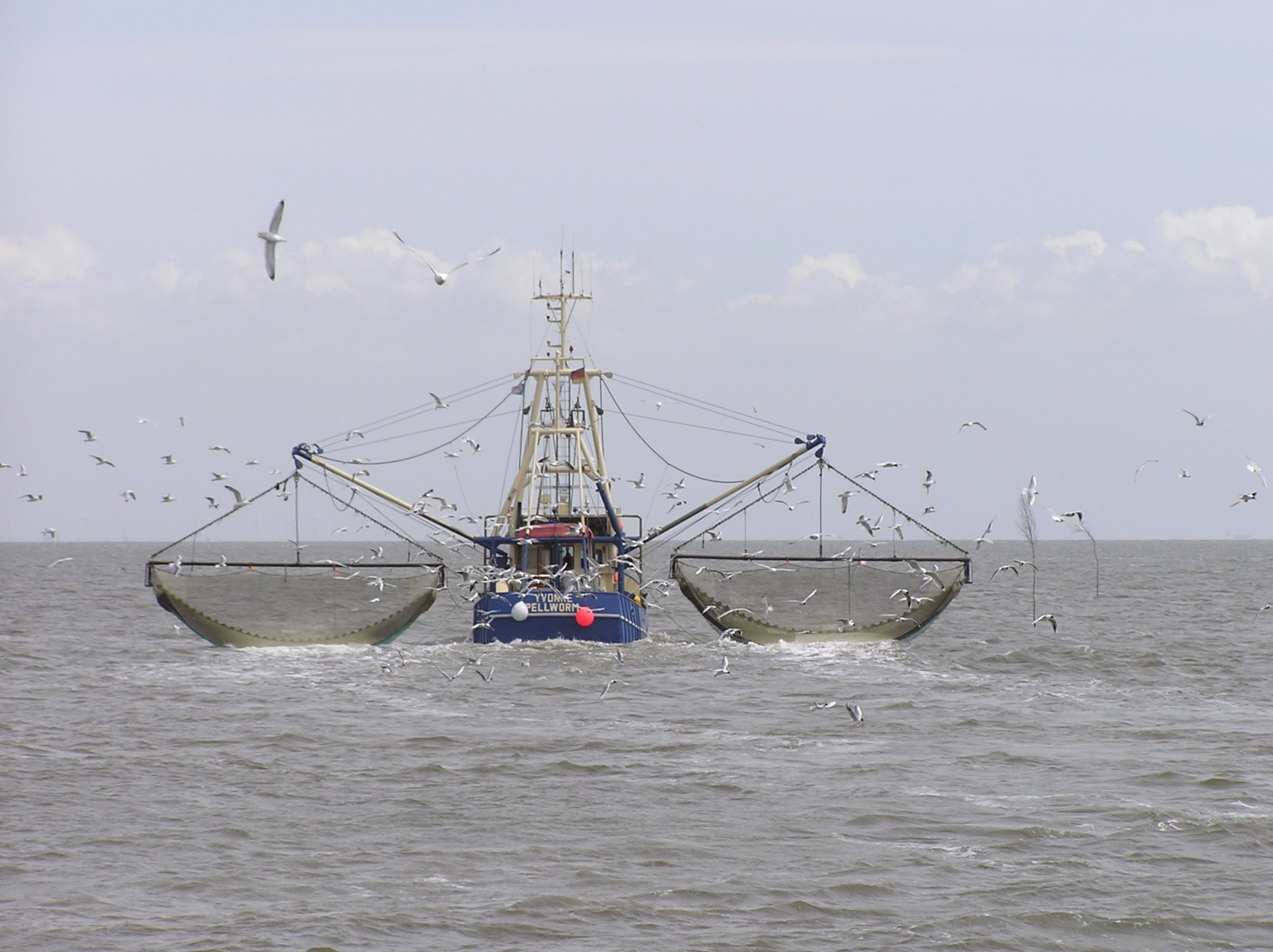

Łowisko – miejsce połowu ryb i innych zwierząt wodnych, położone w rejonach obfitego ich występowania. 
Największe łowiska świata występują w okolicy tzw. żyznych wód (czyli miejsc o najlepszych warunkach dla rozwoju organizmów wodnych). Żyzne wody występują w miejscu mieszania się prądów ciepłych (pokarm) i zimnych (tlen).

## Największe łowiska świata
- obszary Oceanu Spokojnego u zachodnich wybrzeży Ameryki Południowej, przez które przepływa zimny Prąd Peruwiański
- obszary północnego Atlantyku, gdzie Prąd Zatokowy zderza się z prądami zimnymi – Labradorskim i Grenlandzkim, a zwłaszcza akweny mórz: Północnego, Norweskiego, Barentsa i Baffina oraz cieśnin Davisa i Duńskiej w rejonie Grenlandii i Islandii
- wody szelfowe Oceanu Spokojnego i Oceanu Atlantyckiego u wybrzeży USA i Kanady
- wody Morza Ochockiego, Japońskiego, Żółtego i Południowochińskiego oraz u wybrzeży Japonii, Kuryli i Kamczatki (zwłaszcza rejon zderzenia się prądów Kuro Siwo i Oja Siwo)
- wody szelfowe Zatoki Bengalskiej i Morza Arabskiego u wybrzeży Indii
- wody mórz śródlądowych: Śródziemnego, Czarnego i Bałtyckiego
- wody u wybrzeży Antarktydy, gdzie przepływa Antarktyczny Prąd